# Sportler des Jahres 1984 (Deutschland)
Die Sportler des Jahres 1984 in Deutschland wurden von den Fachjournalisten gewählt und am Jahresende in München ausgezeichnet. Veranstaltet wurde die Wahl zum 38. Mal von der Internationalen Sport-Korrespondenz (ISK).
Die Olympischen Spiele des Jahres in Los Angeles wurden von fast allen sozialistischen Staaten boykottiert. Durch das so bedingte Fehlen vieler Weltklassesportler war es für deutsche Athleten teilweise einfacher, zu Medaillen zu kommen.

## Männer
| Platz | Sportler            | Sportart       | Punkte | Erfolge 1984                                                               |
| ----- | ------------------- | -------------- | ------ | -------------------------------------------------------------------------- |
| 1.    | Michael Groß        | Schwimmen      | 3334   | Olympiasieger 100 Meter Schmetterling u. 200 Meter Freistil                |
| 2.    | Peter Angerer       | Biathlon       | 3156   | Olympiasieger Einzel, Zweiter Sprint, Dritter mit Staffel, Zweiter Weltcup |
| 3.    | Dietmar Mögenburg   | Leichtathletik | 1709   | Olympiasieger Hochsprung                                                   |
| 4.    | Reiner Klimke       | Dressurreiten  | 1135   | Olympiasieger Einzel u. mit Mannschaft                                     |
| 5.    | Pasquale Passarelli | Ringen         | 1091   | Olympiasieger Bantamgewicht                                                |
| 6.    | Rolf Milser         | Gewichtheben   | 0704   | Olympiasieger 1. Schwergewicht                                             |
| 7.    | Uli Eicke           | Kanurennsport  | 0500   | Olympiasieger Einer-Canadier 1000 Meter                                    |
| 8.    | Jürgen Hingsen      | Leichtathletik | 0260   | Olympiazweiter u. Weltrekord Zehnkampf                                     |
| 9.    | Bernhard Langer     | Golf           | 0239   | Gewinner Harry Vardon Trophy                                               |
| 10.   | Rolf Danneberg      | Leichtathletik | 0229   | Olympiasieger Diskuswurf                                                   |

## Frauen
| Platz | Sportler           | Sportart                   | Punkte | Erfolge 1984                                                        |
| ----- | ------------------ | -------------------------- | ------ | ------------------------------------------------------------------- |
| 1.    | Ulrike Meyfarth    | Leichtathletik             | 2477   | Olympiasiegerin Hochsprung                                          |
| 2.    | Cornelia Hanisch   | Fechten                    | 1441   | Olympiazweite Florett, Siegerin mit Mannschaft                      |
| 3.    | Claudia Losch      | Leichtathletik             | 0325   | Olympiasiegerin Kugelstoßen                                         |
| 4.    | Sandra Schumacher  | Radsport                   | 0298   | Olympiadritte Straßenrennen                                         |
| 5.    | Steffi Graf        | Tennis                     | 0284   | Achtelfinale Wimbledon u. Australian Open                           |
| 6.    | Claudia Bruppacher | Rollkunstlauf              | 0162   | Europameisterin                                                     |
| 7.    | Karin Seick        | Schwimmen                  | 0138   | Olympiadritte 100 Meter Schmetterling, Zweite u. Dritte mit Staffel |
| 8.    | Sabine Everts      | Leichtathletik             | 092    | Olympiadritte Siebenkampf                                           |
| 9.    | Regina Weber       | Rhythmische Sportgymnastik | 087    | Olympiadritte                                                       |
| 10.   | Barbara Schüttpelz | Kanurennsport              | 082    | Olympiazweite Einer-Kajak, Dritte Zweier                            |

## Mannschaften
| Platz | Sportler                               | Sportart      | Punkte | Erfolge 1984                                        |
| ----- | -------------------------------------- | ------------- | ------ | --------------------------------------------------- |
| 1.    | Degenfechter-Mannschaft                | Fechten       | 1091   | Olympiasieger                                       |
| 2.    | Florettfechterinnen-Mannschaft         | Fechten       | 0801   | Olympiasieger                                       |
| 3.    | Doppelvierer Männer                    | Rudern        | 0670   | Olympiasieger                                       |
| 4.    | Handballnationalmannschaft Männer      | Handball      | 0643   | Olympiazweiter                                      |
| 5.    | Dressurreiter-Equipe                   | Dressurreiten | 0597   | Olympiasieger                                       |
| 6.    | Biathlon-Staffel Männer                | Biathlon      | 0498   | Olympiadritter                                      |
| 7.    | TV Großwallstadt                       | Handball      | 0337   | IHF-Pokalsieger, Deutscher Meister, DHB-Pokalsieger |
| 8.    | 4-mal-200-Meter-Freistilstaffel Männer | Schwimmen     | 0272   | Olympiazweiter                                      |
| 9.    | Hockeynationalmannschaft Männer        | Hockey        | 0180   | Olympiazweiter                                      |
| 10.   | VfB Stuttgart                          | Fußball       | 0163   | Deutscher Meister                                   |